# دهستان بالاولایت (باخرز)
دهستان بالا ولایت نام دهستانی در بخش مرکزی شهرستان باخرز، استان خراسان رضوی در ایران است. براساس سرشماری مرکز آمار ایران در سال ۱۳۸۵، جمعیت آن ۱۷۱۴۵ نفر (۳۷۲۳ خانوار) بوده‌است.